# Pollo ripieno
Il pollo ripieno è un secondo piatto tradizionale italiano, francese, cinese e indiano.

## Diffusione

### Cina
Il pollo del mendicante (叫化雞S, jiàohuā jīP) è un pollo imbottito con vari ingredienti salati (funghi, cavoli, erbe e cipolle) ricoperto di foglie di loto e cotto a lungo in forno in un involucro di argilla.

### Francia
La poularde Albuféra o poularde à la d'Albuféra è un'elaborata preparazione ideata dal cuoco Adolphe Dugléré e dedicata a Louis Gabriel Suchet, duca di Albufera. Trattasi di una poularde, ovvero una femmina di pollo macellata all'età minima di 120 giorni, infarcito di quenelle, i durelli del volatile, funghi e tartufi. L'alimento è anche insaporito con la salsa Albufera e i vol-au-vent. La ricetta è stata descritta da Auguste Escoffier e Julia Child.
Un ricettario di cucina bretone riporta le preparazioni della poularde rennaise, contenente una farcia di prugne e salsicce e quella della poularde de janze, con prugne e castagne.

### India
Il kozhi nirachathu, piatto speziato tipico del Malabar, in India, si serve durante le occasioni speciali, i festival e le riunioni di famiglia. Lo si cucina marinandolo nelle spezie e insaporendolo al suo interno con cipolle. Tra gli ingredienti opzionali vi sono le uova, le noci e l'uvetta.
Il pollo ripieno è anche una ricetta anglo-indiana. In questo caso, il volatile contiene un ripieno composto dalle sue interiora ed è condito con la salsa gravy.

### Italia
Il pollo ripieno è diffuso in molte varianti in tutta Italia. In Veneto e in Trentino il pollo viene farcito con rigaglie, pane, formaggio, uova, noci, pinoli, spezie e aromi. Sempre in Veneto, esiste una variante del pollo farcito conosciuta come polastro imbotìo, contenente lardo, cipolla, rosmarino e salvia. In Umbria il pollo ripieno contiene rigaglie, prosciutto, pecorino, pane, scorza di limone, aglio e uova. Viene spesso sfumato con il vino durante la cottura. In Puglia, specialmente nel Salento, è popolare la ricetta del pollo cusutu n'culu, con aglio, cipolle e pancetta.
In Piemonte si prepara, durante il pranzo natalizio, il cappone farcito con carne, pane, uova e formaggio. La variante toscana è invece farcita con carni, uova, noce moscata, prosciutto e lingua salmistrata. In Lombardia è tipico il cappone ripieno di noci, che contiene, oltre a tali semi, pane, uova, burro e parmigiano.